# Eduardo Marquina
Eduardo Marquina Angulo (Barcelona, 21 de enero de 1879-Nueva York, 21 de noviembre de 1946) fue un periodista, poeta, novelista y dramaturgo español. Fue sobrino del también poeta y dramaturgo posromántico Pedro Marquina y padre del cineasta y director de cine Luis Marquina.

## Biografía

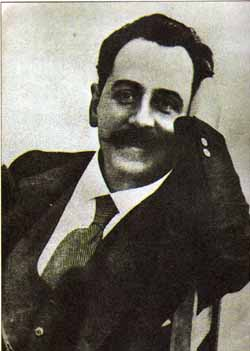
Fotografía de Marquina

Fue el segundo de cinco hijos que tuvieron la barcelonesa de origen leonés Eduarda Angulo y el aragonés afincado en Cataluña Luis Marquina y Dutú. Estudió con los jesuitas, antes de instruirse en derecho y filosofía en la universidad, pero suspendió los exámenes y abandonó esas carreras al fallecer sus padres, sustituyendo a su padre en la empresa química en que trabajaba como oficinista. Se ubicó en la lírica modernista y neorromántica y en el drama histórico de corte poético con loas heroicas, que unos han querido ver como nostalgia patriótica y otros como crítica. En 1897 comenzó a escribir en la revista modernista Luz; allí amistó con Luis de Zulueta y publicó sus primeras traducciones de poesía simbolista francesa (el Arte poética de Verlaine); después colaboró en Barcelona Cómica, el diario republicano y catalanista La Publicidad y Vida Nueva. Frecuentaba entonces en Barcelona la tertulia de Els Quatre Gats, donde conoció a Santiago Rusiñol, Ramón Casas, Pompeyo Gener y Pablo Picasso. En 1903 se casó con Mercedes Pichot, de quien tuvo a su hijo Luis, futuro cineasta. Tres años después se estableció en Madrid.
En su desarrollo ideológico partió de postulados izquierdistas para ir pasando con el tiempo hasta posturas más conservadoras, compartiendo correspondencia y tertulia con los nombres más importantes de la intelectualidad española de la época: Miguel de Unamuno, Clarín, Benito Pérez Galdós o Federico García Lorca. En Madrid, residió en la calle del Barquillo, perteneciente al barrio de Chueca, distrito Justicia. Fue, junto con el escritor y periodista Francisco Serrano Anguita, uno de los propulsores de la creación de la Sociedad General de Autores. 

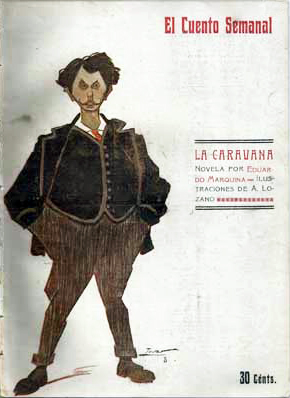
Caricaturizado por Tovar (1907)

Marquina ha pasado a la historia literaria como la gran figura del drama histórico en los años cercanos a la Primera Guerra Mundial. Habría que añadir a esto su fecundidad como poeta que parte del modernismo catalán y una vida literaria muy amplia. De esta primera época poética destacan Odas (1900), La vendimia (1901) o Églogas (1902). 

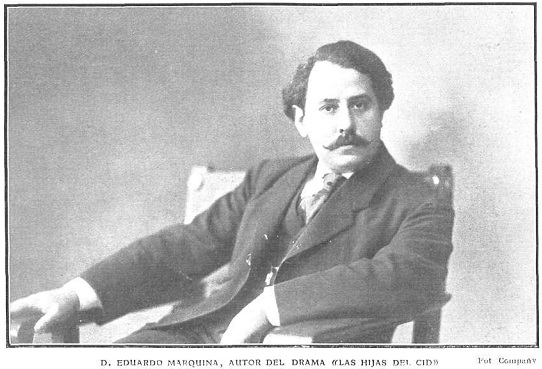
Retratado por Compañy (Actualidades, 1908)

En teatro triunfó con Las hijas del Cid (1908), a la que siguieron Doña María la Brava (1909); En Flandes se ha puesto el sol  (1910), quizás la más recordada de todas; La alcaldesa de Pastrana (1911); El rey trovador (1911); El retablo de Agrellano (1913), y La danza de la cautiva (1921).
Escribió luego comedias en prosa de tema contemporáneo, como Cuando florezcan los rosales (1913). Su labor como novelista no trascendió al nivel de sus textos poéticos y teatrales, publicando Adán y Eva en el dancing, El destino cruel o Las dos vidas. En 1930 fue elegido académico de la Real Academia Española, sentándose en la silla G. En ese mismo año viajó a Polonia con otros miembros de la Sociedad de Autores para participar en el XI Congreso de Autores Dramáticos y Musicales, al que asistieron más de cien representantes de diversos países. A propuesta de los delegados franceses, ingleses y alemanes, fue elegido presidente para el siguiente congreso. También en ese año aceptó la subdirección de un nuevo periódico de orientación conservadora, Más. En 1932 fue nombrado presidente de la Sociedad de Autores. Volvía entonces al tema histórico, con El monje blanco (1930) y Teresa de Jesús (1932). Fue también autor de la primera letra oficial que tuvo el himno nacional español (Marcha real), por encargo de Alfonso XIII, y tradujo a Alejandro Dumas, hijo; Victor Hugo; Charles Baudelaire; Eça de Queirós, y Paul Verlaine.
Al estallar la Guerra Civil, se hallaba en alta mar de regreso de Argentina donde había estado invitado por la actriz Lola Membrives, que iba a estrenar sus obras. En vez de desembarcar en Barcelona, siguió hasta Marsella renunciando así a volver a la España en guerra. En cuanto pudo, volvió a Buenos Aires. Consiguió reunir a toda su familia allí y se declaró de parte de los sublevados. Recitó por Radio Excelsior de Buenos Aires seis romances con epílogo en prosa Por el amor de España, dedicado a los legionarios de Franco, «en beneficio de los huérfanos de la Cruzada Española». Volvió a España y se instaló primero en Burgos y posteriormente en Sevilla mientras su hijo cineasta visita los frentes y realiza documentales. Ya en Madrid, escribió tres sonetos para la Corona de sonetos en honor a José Antonio, aunque solo se publicó ahí el primero. El 3 de agosto de 1939 leyó su discurso de ingreso en la Real Academia Española, Lope; también escribió el guion de la película El Alcázar de Toledo (Una lanza por España). Acción para una película (1939), que jamás llegó a rodarse.
Al final de su vida se empapó de diferentes sentires y culturas viajando por diferentes países europeos y americanos, falleciendo de un súbito ataque al corazón en la ciudad de Nueva York, donde trabajaba como diplomático de España, el 21 de noviembre de 1946.
Visitó Cádiz (28 de junio de 1943), con motivo de la celebración en el Gran Teatro Falla de las II Justas Literarias de la ciudad, en donde pronunció un magnífico discurso sobre «La Poesía Cristiana», entablando amistad con miembros de la Junta de Gobierno de la Muy Ilustre y Antigua Hermandad del Santísimo Cristo de la Vera+Cruz de la citada localidad, aceptando la distinción de ser prioste honorario. Visitó la Capilla de la corporación, orando ante la Milagrosa Imagen del Titular, la que le impresionó grandemente haciendo elogios de ella; pidió una fotografía de la imagen y prometió componer en loa al Santísimo Cristo de la Vera-Cruz un Poema. De todo ello se hicieron eco los periódicos locales de la época.
En 1946 fue nombrado embajador extraordinario y viajó como representante de España junto al CN Julio Guillén a la República de Colombia para la toma de posesión del presidente Mariano Ospina Pérez el 7 de agosto. Tras un breve periplo por varias repúblicas hispanoamericanas, Costa Rica y Puerto Rico, dando conferencias, asistió al Congreso Internacional de Autores y Compositores celebrado en Washington. Se disponía a volver a España desde Nueva York cuando murió de un infarto el 21 de noviembre de ese mismo año, llegando sus restos mortales a La Coruña el 3 de diciembre en el vapor Marqués de Comillas.
Desde el 7 de diciembre de 1946, sus restos encuentran reposo en el panteón de Hombres Ilustres de la madrileña Sacramental de San Justo. Póstumas, en 1964, se publicaron sus memorias.

## Obras

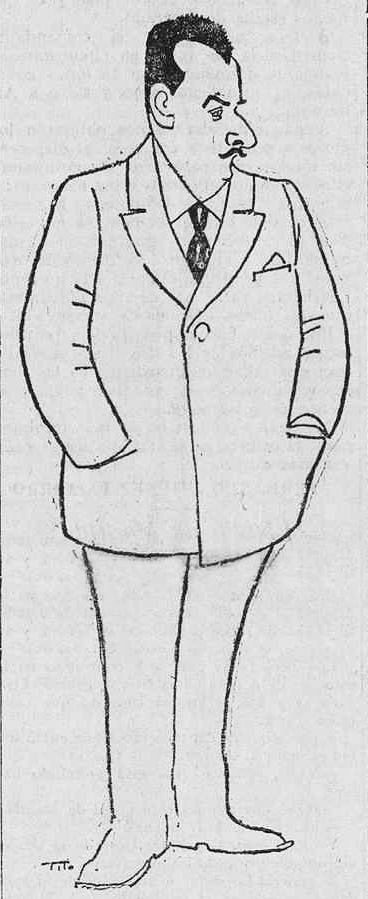
Marquina caricaturizado por Tito (La Libertad, 1923)

- Obras Completas, Madrid: Editorial Aguilar, 1944-1951, 8 vols.

### Teatro
- Jesús y el Diablo (1898), poema dramático.
- Emporium (1906), drama lírico en catalán.
- Las hijas del Cid (1908)
- Doña María la Brava (1909)
- En Flandes se ha puesto el sol (1910)
- El rey trovador (1911)
- La alcaldesa de Pastrana (1911)
- El retablo de Agrellano (1913)
- Cuando florezcan los rosales (1913), comedia en prosa
- Las flores de Aragón (1915)
- El Gran Capitán (1916)
- Don Luis Mejía (1924)
- El pobrecito carpintero (1924), cuento de pueblo en cuatro actos y en verso
- La ermita, la fuente y el río (1927), drama rural
- La vida es más (1928), comedia en tres actos en verso
- Salvadora (1929), drama rural
- El monje blanco (1930), retablos de leyenda primitiva
- Fuente Escondida (1931), drama rural.
- Teresa de Jesús (1932)
- Era una vez en Bagdad... Láminas de Las mil y una noches (1932)
- Pasos y trabajos de Santa Teresa de Jesús (1943)
- La Santa Hermandad (1939)
- El estudiante endiablado (1942)
- María la Viuda (1943)
- El galeón y el milagro (1947)

### Lírica
- Odas (1900)
- Las vendimias (1901)
- Églogas (1902)
- Elegías (1905)
- Vendimión (1909)
- Canciones del momento (1910)
- Tierras de España (1914)
- Mi huerto en la ladera (1936).
- El petuche (1945)

### Narrativa
- Adán y Eva en el Dancing
- El destino cruel
- Un caballero desconocido
- La misa azul
- Almas anónimas
- La caravana
- Maternidad
- El beso en la herida
- Las dos vidas
- Beso de oro (colección de relatos).

### Cine
- Un solo corazón o Los muertos viven (1914) (argumento)
- Rosa de Francia (1935) (argumento)
- Su hermano y él (1941) (argumento)
- El clavo (1944) (diálogos)
- Espronceda (1945) (argumento)
- El monje blanco (1945) (adaptación de su obra teatral)
- Tierra sedienta (1945) (guion)
- Serenata española (1947) (argumento)
- Doña María la Brava (1948) (adaptación de su obra teatral)
- Deseada (1951) (adaptación de La ermita, la fuente y el río).

### Otras obras
- Días de infancia y adolescencia. Memorias del último tercio del siglo XIX, Barcelona, Editorial Juventud, 1964.

## Letra del himno
Gloria, gloria, corona de la Patria,

soberana luz

que es oro en tu pendón.

Vida, vida, futuro de la Patria,

que en tus ojos es

abierto corazón.

Púrpura y oro: bandera inmortal;

en tus colores, juntas,

carne y alma están.

Púrpura y oro: querer y lograr;

Tú eres, bandera, el signo del humano afán.

Gloria, gloria, corona de la Patria,
soberana luz

que es oro en tu Pendón.

Púrpura y oro: bandera inmortal;

en tus colores, juntas,

carne y alma están.